# Joaquim Fiúza
Joaquim Fiúza est un skipper portugais né le 8 février 1908 à São Domingos de Benfica et mort le 4 mars 2010 à Lisbonne.

## Carrière
Joaquim Fiúza obtient une médaille de bronze olympique de voile en classe Star aux Jeux olympiques d'été de 1952 à Helsinki.